# Івановці-Горянські
45°22′ пн. ш. 18°25′ сх. д. / 45.36° пн. ш. 18.41° сх. д.
Івановці-Горянські (хорв. Ivanovci Gorjanski) — населений пункт у Хорватії, у Осієцько-Баранській жупанії у складі міста Джаково.

## Населення
Населення за даними перепису 2011 року становило 580 осіб.
Динаміка чисельності населення поселення:

## Клімат
Середня річна температура становить 11,04 °C, середня максимальна – 25,40 °C, а середня мінімальна – -6,20 °C. Середня річна кількість опадів – 699 мм.
| Клімат поселення                              | Клімат поселення | Клімат поселення | Клімат поселення | Клімат поселення | Клімат поселення | Клімат поселення | Клімат поселення | Клімат поселення | Клімат поселення | Клімат поселення | Клімат поселення | Клімат поселення | Клімат поселення |
| Показник                                      | Січ.             | Лют.             | Бер.             | Квіт.            | Трав.            | Черв.            | Лип.             | Серп.            | Вер.             | Жовт.            | Лист.            | Груд.            |                  |
| Середній максимум, °C                         | 5,72             | 8,02             | 12,70            | 17,26            | 22,29            | 25,40            | 25,28            | 24,90            | 20,91            | 15,44            | 9,50             | 5,50             |                  |
| Середня температура, °C                       | −0,2             | 2,08             | 6,72             | 11,29            | 16,30            | 19,40            | 21,17            | 20,80            | 16,80            | 11,30            | 5,40             | 1,40             |                  |
| Середній мінімум, °C                          | −6,2             | −3,9             | 0,78             | 5,30             | 10,35            | 13,45            | 17,06            | 16,69            | 12,70            | 7,21             | 1,26             | −2,7             |                  |
| Норма опадів, мм                              | 45               | 42               | 43               | 53               | 64               | 89               | 66               | 62               | 53               | 60               | 67               | 55               |                  |
| Середньомісячна швидкість вітру, м/с          | 2.16             | 2.40             | 2.70             | 2.60             | 2.30             | 2.10             | 2.10             | 1.90             | 1.90             | 2.00             | 2.10             | 2.20             |                  |
| Середньомісячна сонячна радіація, кДж/м²·день | 4268             | 6919             | 10906            | 15419            | 19315            | 21346            | 22213            | 20346            | 14911            | 9398             | 4857             | 3603             |                  |
| --------------------------------------------- | ---------------- | ---------------- | ---------------- | ---------------- | ---------------- | ---------------- | ---------------- | ---------------- | ---------------- | ---------------- | ---------------- | ---------------- | ---------------- |
| Джерело:                                      |                  |                  |                  |                  |                  |                  |                  |                  |                  |                  |                  |                  |                  |